# Seznam mornariških helikopterjev
Seznam sodobnih mornariških helikopterjev.

## Abecedni seznam
(ime (država proizvajalka))

### A
- Aérospatiale Super Frelon (Francija)

### K
- Kaman SH-2 Seasprite (ZDA)
- Kamov Ka-25 (Sovjetska zveza)
- Kamov Ka-27 (Sovjetska zveza, Rusija)

### S
- Sikorsky SH-60 Seahawk (ZDA)

### W
- AgustaWestland AW101 (Združeno kraljestvo)
- Westland Lynx (Združeno kraljestvo)
- Westland Sea King HAS. Mk 5 (Združeno kraljestvo)